# 뜨리엠현
뜨리엠현(베트남어: Huyện Từ Liêm / 縣慈廉)은 베트남 하노이의 폐지된 행정 구역으로 면적은 75,32km2이다. 2013년 12월 27일에 2개의 새로운 남북 군이 되어 현재는 박뜨리엠군과 남뜨리엠군으로 분할되었다.

## 행정 구역
뜨리엠현은 1개의 티쩐(thị trấ, 市鎭)과 15개의 싸(xã, 社)가 있었다. 2013년 말에 현(縣)이 남북 2개의 군으로 분할되면서 군(郡)으로 승격되었다. 분할 이전의 뜨리엠군은 다음과 같이 구성되어 있었다.
- 꺼우지엔 티쩐 (Thị trấn Cầu Diễn / 梂演市鎭)
- 떠이모 싸 (Xã Tây Mỗ / 西姥社)
- 미딩 싸 (Xã Mỹ Đình / 美亭社)
- 푸지엔 싸 (Xã Phú Diễn / 富演社)
- 트엉깟 싸 (Xã Thượng Cát / 上葛社)
- 투이프엉 싸 (Xã Thụy Phương / 瑞芳社)
- 꼬눼 싸 (Xã Cổ Nhuế / 古芮社)
- 메찌 싸 (Xã Mễ Trì / 米池社)
- 쑤언프엉 싸 (Xã Xuân Phương / 春芳社)
- 동응악 싸 (Xã Đông Ngạc / 東鄂社)
- 떠이뜨우 싸 (Xã Tây Tựu / 西就社)
- 민카이 싸 (Xã Minh Khai / 明開社)
- 리엔막 싸 (Xã Liên Mạc / 蓮墨社)
- 쑤언딘 싸 (Xã Xuân Đỉnh / 春鼎社)
- 쭝반 싸 (Xã Trung Văn / 忠文社)
- 다이모 싸 (Xã Đại Mỗ / 大姥社)

## 교육
하노이 일본인 학교가 남뜨리엠에 있었다.